# Moindou
Moindou (prononcé [mwɛ̃du] ; également Mwâârhûû en langue kanak) est une commune française de Nouvelle-Calédonie, située sur la côte Ouest de la Grande Terre en Province Sud, côté ouest, à proximité de La Foa, Farino et Sarraméa, au sud de Bourail, sur la RT1, à 128 km de Nouméa. 
Elle tire son nom de deux anciennes tribus kanak proches du centre de la commune : Petit et Grand Moindou, détruites le 22 juillet 1878 en représailles à l'attaque la veille du centre agricole de Moindou par les tribus de Moméa, de Petit et Grand Moindou.
La commune fait partie de l'aire coutumière Ajië-Aro.

## Géographie
Le point culminant de la commune est la Table Unio qui se situe à 1 006 mètres d'altitude.
Les communes limitrophes sont :
- côte ouest : au sud La Foa, Farino, Sarraméa, au nord Bourail,
- côte est : Kouaoua.

## Histoire
Moindou est situé à environ 130 kilomètres au nord de la ville de Nouméa. La région d'Uaraï-Moindou a fait l'objet d'une première reconnaissance à la mi-octobre 1857 par le gouverneur Du Bouzet à bord du Styx. Dans son rapport du 23 octobre 1857, il écrivait : « Uaraï est certainement une des positions les plus belles de la Nouvelle-Calédonie… Ce point a de l'avenir et sera inévitablement choisi un jour pour être un des principaux centres de la colonisation; quand on voudra, on pourra y établir un blockhaus pour surveiller le pays, sur le littoral même… » (Archives d'outremer, ncl 42). Cette région a été hydrographiée vers 1859 par le lieutenant de vaisseau Léon Chambeyron qui a reconnu qu'elle possédait une rade bien abritée pour les navires.
Les origines de Moindou sont étroitement liées à celles du centre pénitentiaire agricole de Bourail ouvert dès 1867. Il semble que les mauvaises conditions d'ancrage des navires à l'embouchure de la Néra, ouvert aux coups d'Ouest de la saison fraîche, aient conduit l'administration à chercher un port mieux abrité. 
En novembre 1870, le gouverneur Louis Eugène Gaultier de La Richerie (arrivé fin août 1870) effectue une première visite à Bourail et s'arrête à Uaraï afin de reconnaître cette région où devait passer la route coloniale, qui longeant la côte, desservirait cette région. D'Uaraï (coupée de Mara) site du futur port de débarquement, la route devait se prolonger jusqu'à Bourail : « Création d'un centre à Ourail et construction de la route de Bourail, tels sont les projets du gouvernement local » écrivait Le Moniteur du 27 novembre 1870. Fin mars 1871, le gouverneur entreprit une nouvelle visite de la région dans le but, cette fois de choisir dans la vallée d'Uaraï « une position destinée à devenir un centre de colonisation qui relierait Bourail à Nouméa ». À son départ d'Uaraï, le gouverneur laisse un contingent de 25 condamnés, encadrés par deux surveillants et trois gendarmes dirigés par le lieutenant Vollet, chargés de monter un camp pour héberger une compagnie d'infanterie partie à pied de Nouméa. Ce premier camp est établi à 1 500 m du bord de mer sur une hauteur surplombant l'embouchure de la rivière de La Foa, dominant le village indigène de Uaraï. Ce dernier trop proche du camp incite les militaires à s'installer à l'Ouest de la baie d'Uaraï, sur une hauteur aride, pour créer l'établissement de Uaraï-Téremba (site du fort Teremba aujourd'hui). 
Cet établissement militaire et pénitentiaire devient très vite le centre administratif de la région avec un premier acte d'état-civil établi mi-décembre 1871. Mi-mai puis en octobre 1871, le gouverneur visite, en détail, à cheval et en bateau, la région et peut se convaincre qu'elle offre une vaste étendue de terres propices à la création d'établissements pénitentiaires. Au cours de ces reconnaissances, la rivière de Moindou est reconnue et remontée sans difficulté, pendant plus de deux heures, au milieu de riches vallées qui font impression. La décision de créer un centre de colonisation sur les bords de la Moindou est sans doute prise à cette occasion. Il s'agit semble-t-il d'un centre agricole pénitentiaire à l'exemple de Bourail, mais par deux dépêches ministérielles des 19 novembre et 27 décembre 1872 le département fait savoir que la colonie doit se tenir prête à recevoir des convois nombreux et réguliers d'émigrants. Très certainement s'agit-il d'optants alsaciens-lorrains sous les auspices de la Société de Protection des Alsaciens-Lorrains à qui l’État accorde à titre gratuit des lots de 10 ha. Cette nouvelle change les destinées du centre en l'ouvrant à la colonisation libre. En décembre 1872, le gouverneur effectue une nouvelle visite pour fixer définitivement l'emplacement de la « ville de Moindou ». En avril 1873, le géomètre Gustave Gallet est envoyé sur place pour mesurer sur 7 000 ha, un lotissement de 379 concessions d'environ 10 ha chacune. Les travaux prennent plusieurs mois et les futurs colons doivent attendre juillet 1873 pour s'installer sur leur concession. Un centre urbain dessiné à l'américaine, comprenant 431 lots, d'environ 10 ares chacun, est également dessiné et achevé en mai 1874 par Gustave Gallet. 
Le centre agricole de Moindou est ouvert le 20 juillet 1873 par cinq colons arrivés le 4 mai 1873 par deux navires de l’État, l'Orne et le Rhin. Bien que la mémoire collective calédonienne associe Moindou à l'arrivée d'optants alsaciens-lorrains, en réalité, à peine une douzaine se sont effectivement installés dans le village en 1873. Il s'agit des Eschenbrenner (de Butten, Bas-Rhin), Muller (de Forbach, Moselle), Schmitt (de Surbourg, Bas-Rhin), Freudenreich (de Saint-Louis, Haut-Rhin), Wollenweber (de Strasbourg, Bas-Rhin), Simon (Wissembourg, Haut-Rhin) , Heymann (de Colmar, Haut-Rhin), Weiss (de Strasbourg, Bas-Rhin), Bechtel (d'Erstein, Bas-Rhin), Hungler (de Husseren-les-Châteaux, Bas-Rhin), Rémy (de Strasbourg, Bas-Rhin). En septembre, Gustave Gallet signale le premier l'existence d'affleurements considérables de charbon sur la montagne de Moméa. L'ingénieur des mines Émile Heurteau envoyé sur place découvre aussi des affleurements houillers assez prometteurs sur la rive gauche de la rivière de Moindou (site de la future mine Nouvelle-Anzin). En octobre, une première demande de concession houillère de 1 000 hectares est déposée au Service des Mines par trois investisseurs : le géomètre Gallet, l'affairiste John Higginson et le grand propriétaire terrien Gratien Brun.
Au cours des deux premières années d'existence du centre, à peine 50 % des colons inscrits pour prendre une concession s'installent effectivement à Moindou. Devant le peu de succès rencontré, l'administration locale se résout à installer à côté des optants alsaciens-lorrains et d'autres colons libres, un certain nombre de déportés de la Commune (dès novembre 1873) et aussi quelques condamnés méritants, instituant Moindou comme premier essai de colonisation mixte (libre et pénitentiaire). Afin d'apporter l'aisance aux colons, l'administration invite un groupe de capitalistes menés par John Higginson à monter une usine sucrière à Moindou. 
En contrepartie l'administration octroie gratuitement aux usiniers 500 ha de terres d'alluvions parmi les meilleures du centre. Pour inciter les colons à planter de la canne, l'administration prolonge l'octroi des vivres jusqu'au 1er septembre 1876, date à laquelle chaque concessionnaire doit fournir 1 ha de cannes puis 2 ha ensuite. Curieusement, cette mise en culture s'avère pratiquement obligatoire, car, pour les récalcitrants et les paresseux, l'administration fait peser sur eux une clause de déchéance. 
En avril 1874, 36 colons signent une convention avec les futurs usiniers pour la fourniture de cannes. En outre, 32 déportés sur 36 se déclarent prêts à en fournir également. En mai, 260 concessions ont été octroyées, soit une superficie de 2 622 hectares. Seules 80 concessions sont effectivement occupées par 42 immigrants, chefs de famille, soit 118 personnes plus 36 déportés. Sept autres colons de cette catégorie étaient sur le point de s'installer, portant la population totale à 161 habitants répartis sur 87 concessions. Fin mai, les travaux agricoles se décomposent comme suit: sur 41 hectares travaillés, 13 hectares sont plantés, 7 labourés et 21 défrichés. Mais six mois plus tard, en novembre, une commission, instituée par le conseil d'administration de la colonie et chargée d'examiner l'état dans lequel se trouvent les centres d'Uaraï et de Bourail, rend son rapport : « La situation générale est peu satisfaisante ; elle n'est nullement en rapport avec les dépenses considérables faites par l'État et par la colonie ». 
La situation du centre de Moindou est alarmante: sur les 300 concessions accordées, après 18 mois d'efforts, on trouve seulement 23 hectares de terrains cultivés en maïs ou en légumes. Les colons vivent toujours aux crochets de l'administration, nourris par des rations. Pour éviter une faillite complète du centre, la commission conseille de créer quatre grandes concessions sur 500 ha de terres de première qualité pour être travaillées par des concessionnaires modèles et compétents. Un seul colon répond à cette offre, Casimir Boyer, arrivé de La Réunion en 1874, qui développe une immense caférie et plante les fameux palmiers royaux de Cuba, fierté de la commune aujourd'hui.
La construction de l'usine sucrière n'étant toujours pas entamée, un nouvel accord est conclu avec les usiniers pour une mise en route de l'usine fixée au 1er septembre 1877. Par ailleurs, les concessionnaires doivent être capables de fournir collectivement, à cette date, 25 hectares de cannes et pour parvenir à ce chiffre, l'administration met à disposition des colons de 250 à 300 transportés pour les aider. En avril 1875, un nouveau rapport sur l'état du centre de Moindou, demandé par le nouveau gouverneur Léopold de Pritzbuer, constate à nouveau la situation de grande précarité dans laquelle se trouvent les colons, toujours nourris par l'administration. Un tiers à peine des colons s'occupe à cultiver et le reste travaille peu ou se laisse nourrir. L'ivrognerie est devenue une plaie, notamment chez les déportés que l'administration expulse régulièrement comme agitateurs, paresseux, perturbateurs (58 sur 14 mois - de décembre 1873 à juin 1879, alors qu'une centaine de déportés sont passés à Moindou). Les surfaces cultivées représentent plus de 115 hectares et 77 hectares sont défrichées. Mais les colons vivent toujours des rations payées par la caisse d'immigration (plus de 80 000 francs au 1er avril 1875 pour nourrir 214 personnes. Sur ce chiffre, 53 déportés, 71 chefs de familles et quelques femmes veuves ou célibataires. 82 colons n'ont pas paru ou ont abandonné. 
Sur les 389 lots, 143 sont occupés ; 145 sont libres et 101 attribués à des colons non résidents. Cette constatation amène l'administration à menacer de déchéance les colons non résidents de façon à libérer des parcelles pour les nouveaux arrivants. Enfin, le rapport dénonce la concession de 500 ha faite aux usiniers, sans avantage aucun puisque toujours en friche. L'usine n'est toujours pas construite et les colons vivent sur des terres à niaoulis, donc pauvres, reconnues impropres à la culture de la canne. En janvier 1876, l'administration se résout à dénoncer la convention d'avril 1874, ce que John Higginson souhaite également. Pour sauver le centre, Gustave Gallet propose en octobre 1875 de diviser les 500 hectares des usiniers en petits lots pour les distribuer gratuitement aux colons. Mais les colons sont locataires de leur concession, sauf les Alsaciens-Lorrains et les anciens militaires qui l'ont obtenue à titre gratuit. En juin 1877, l'administration se penche sur la question et propose à tout concessionnaire qui aurait cultivé pendant 3 ans sa concession sans le secours de l'administration de recevoir un titre définitif de propriété.
En 1878, la situation du centre n'est toujours pas fameuse. Moindou compte 112 colons libres, 90 déportés et 30 libérés engagés chez les concessionnaires. Un bureau d'état-civil ouvre en janvier, et une école primaire en avril. En mai 1878, une commission est chargée de délimiter définitivement les concessions mais ses travaux sont interrompus par l'insurrection kanak (juin 1878-janvier 1879). 
Les travaux de la commission reprennent en avril 1879. Après l'insurrection et les dommages subis par les colons de Moindou, l'administration décide d'octroyer toutes les concessions à titre gratuit. Le 1er juin, tous les colons, sans exception, entrent en possession de leurs concessions. En juillet, la première commission municipale est instituée consacrant ainsi la naissance de la municipalité. Le centre se développe lentement autour de l'élevage et de la culture du tabac au cours des décennies suivantes jusqu'aux années 1920 où la fièvre du charbon enflamma la commune pour une dizaine d'années.
Recensement de la population en 1889
| Lieux-dits       | Adultes libres | Enfants | Libérés | Condamnés | Total |
| ---------------- | -------------- | ------- | ------- | --------- | ----- |
| Forêt de Moindou | 7              | 1       | 6       | 4         | 18    |
| Petit-Moindou    | 7              | 9       | 11      | 0         | 27    |
| Rive droite      | 10             | 3       | 19      | 8         | 40    |
| Rive gauche      | 5              | 17      | 1       | 2         | 25    |
| Village          | 34             | 40      | 18      | 5         | 97    |
| Total            | 63             | 70      | 55      | 19        | 207   |

Source: Mairie de Moindou
           Alors que les premiers immigrants s'installent, le géomètre Gustave Gallet signale à l'Administration dès la mi-septembre 1873, la présence d'affleurements considérables de charbon sur la montagne de Moméa. Envoyé sur place, l'ingénieur des Mines, Emile Heurteau, découvre quant à lui en octobre 1873, sur les flancs des collines qui bordent la rivière de Moindou des affleurements houillers assez prometteurs (dont la veine Loyalty qui sera à l'origine cinquante ans plus tard de la mine Nouvelle-Anzin). A cette époque où le charbon est la source d'énergie première, cette découverte laisse présager d'un développement certain du centre ; enthousiasme tout de suite relayé dans les colonnes du Moniteur le 19 novembre 1873 : "Les découvertes de gisements de charbon de terre s'accentuent de plus en plus dans l'arrondissement d'Ouarail (Moindou), et un assez grand nombre de pétitions sont adressées à l'administration pour des concessions". Elle avait immédiatement attiré les premiers spéculateurs puisqu'une concession houillère demandée dès le 15 octobre 1873 par John Higginson, Gratien Brun et Gustave Gallet, s'étendait, ni plus ni moins, sur un rectangle de 12 km sur 850 m, représentant un millier d'hectares entre Farino et Moméa. En janvier 1874, MM. Louis Raillard et Moréon, demandent eux aussi une autre concession houillère d'une centaine d'hectares. Mais il faudra attendre les années 1920 pour que cette richesse minière soit enfin exploitée.
En effet, la plus ancienne des deux exploitations houillères de Moindou, instituée dès 1898 comme permis de recherche sur 72 ha, pour Henri Fosset et appelé du nom prédestiné de Nouvelle-Anzin, est envisagée pour une mise en production à la fin de l’année 1920 par MM. Leleu, Huet et Pinelli frères. En avril 1922, la Société Les Charbonnages de Moindou est créée. Dès ses débuts la Société, faute de capitaux, rencontre des difficultés financières et de débouchés : faibles besoins domestiques avec une production péniblement évacuée par chariots à bœufs. En 1925, le filon houiller exploité bute sur une muraille stérile, contraignant la Société à cesser toute activité en juin.
Pour couvrir ses besoins liés à la sidérurgie du nickel à Doniambo, la Société des Hauts-Fourneaux qui prospecte dans la région courant 1921, concentre ses efforts sur une exploitation de la rive droite de la Moindou savamment dénommée Audaces Fortuna Juvat (la fortune sourit aux audacieux). Plus chanceuse, celle-ci connaît une exploitation industrielle pour la production de coke, et débute ses travaux en avril 1922. La couche la plus prometteuse dénommée Cascade, à flanc de colline, avec sa veine 3,4 m d'épaisseur reconnue sur plus de 800 m, fournira l’essentiel de la production. Les installations industrielles à la Médouya qui relient depuis le bas par va-et-vient, les deux entrées de galeries sont importantes, fournissant air comprimé et électricité (premier site électrifié en Nouvelle-Calédonie) grâce à une centrale au charbon qui consomme cependant la meilleure part de la production, laissant la partie pauvre et schisteuse pour la production de coke ! Ceci nécessite alors la construction d’une usine de flottation en 1927-1928 en bordure de la mangrove, destinée à séparer les poussières de charbon des schistes, mais qui fonctionne de façon très aléatoire avec une production évacuée par barge vers Doniambo. La mine est alors reliée à l’usine grâce à un Decauville qui longe la rivière. En janvier 1927, la mine est victime d’un grave accident : 6 heures, lundi 17 janvier 1927, 15 Tonkinois menés par leur chef d’exploitation François Déplanques entrent dans la galerie à travers-banc n° 2 alors que la ventilation est en panne depuis le samedi. Ils sont munis de lampes à carbure. A 6H11, 250 mètres ont été parcourus quand une terrible explosion se produit.
Quelques minutes après, François Déplanques, grièvement brûlé et 13 Tonkinois commotionnés sortent en courant de la galerie. Deux Tonkinois sont morts. Michel Dessert, organise les secours.
Coup de grisou ! conclut l’enquête officielle qui à la suite de l’arrêt de la ventilation se serait accumulé dans les galeries.
D'autres hypothèses sont pourtant écartées comme l’accumulation d’acétylène qui se dégage des pierres de carbure humidifiées ; par habitude, les ouvriers les gardaient en réserve au fond des galeries pour leur éviter de ressortir s’approvisionner.
En mars 1930, l’exploitation ferme définitivement. On estime qu’entre 1924 et 1930, la mine aurait produit 77 000 tonnes de charbon.
Aujourd'hui, le village subsiste avec l'agriculture et l'aquaculture (avec la plus grande ferme aquacole de Nouvelle-Calédonie).

## Administration
| Période                                  | Période  | Identité              | Étiquette                               | Qualité |
| ---------------------------------------- | -------- | --------------------- | --------------------------------------- | ------- |
| Les données manquantes sont à compléter. |          |                       |                                         |         |
| 1961                                     | 1971     | Henri Eschenbrenner   |                                         |         |
| 1971                                     | 2001     | Justin Monawa         | MLC puis RPCR                           |         |
| 2001                                     | 2008     | François Burck        | FCCI                                    |         |
| 2008                                     | En cours | Léon-Joseph Peyronnet | Avenir ensemble puis Calédonie ensemble |         |

## Démographie
L'évolution du nombre d'habitants est connue à travers les recensements de la population effectués dans la commune depuis 1956. À partir de 2006, les populations légales des communes sont publiées annuellement par l'Insee, mais la loi relative à la démocratie de proximité du 27 février 2002 a, dans ses articles consacrés au recensement de la population, instauré des recensements de la population tous les cinq ans en Nouvelle-Calédonie, en Polynésie française, à Mayotte et dans les îles Wallis-et-Futuna, ce qui n’était pas le cas auparavant. Ce recensement se fait en liaison avec l'Institut de la statistique et des études économiques (ISEE), institut de la statistique de la Nouvelle-Calédonie. Pour la commune, le premier recensement exhaustif entrant dans le cadre du nouveau dispositif a été réalisé en 2004, les précédents recensements ont eu lieu en 1996, 1989, 1983, 1976, 1969, 1963 et 1956.
En 2019, la commune comptait 681 habitants, en diminution de 3,95 % par rapport à 2014 (Nouvelle-Calédonie : +0,98 %).
| 1956 | 1963 | 1969 | 1976 | 1983 | 1989 | 1996 | 2004 | 2009 |
| ---- | ---- | ---- | ---- | ---- | ---- | ---- | ---- | ---- |
| 272  | 392  | 291  | 387  | 378  | 461  | 568  | 602  | 704  |

| 2014 | 2019 | - | - | - | - | - | - | - |
| ---- | ---- | - | - | - | - | - | - | - |
| 709  | 681  | - | - | - | - | - | - | - |

## Tribus
- Aire coutumière Xaracuu sud
  - Tribus indépendantes : Moméa, Table-Unio (Kélé),

## Personnalités
- Chef Caoupa (Kaupaa)
- Chef Jeune Caoupa (Kaupaa), présent au village kanak de l'exposition de 1889 à Paris[8]

## Lieux et monuments
- Le patrimoine bâti de la commune comprend diverses demeures coloniales dont la Résidence, ancienne propriété de Casimir Boyer, colon venu de La Réunion en 1874 et le château Beaumont, construit par le Dr Léon Eschenbrenner au début du XXe siècle.
- L'ancien hôtel Bray, aujourd'hui « Auberge historique de Moindou » était auparavant un relais hôtelier routier sur la route coloniale no 1.
- En remontant la vallée de la rivière de Moindou, rive droite, se trouvent les imposants vestiges de l'usine de la Médouya (centrale énergétique) sur le site houiller de la mine Audaces Fortunat Juva (la « Fortune sourit aux audacieux ») exploitée de 1923 à 1930 par la Société Le Nickel pour ses besoins sidérurgiques. À flanc de colline les entrées des deux travers-bancs principaux sont encore visibles.
- En bordure de la rivière, non loin du village se trouvent les vestiges de l'usine de flottation qui permettait de séparer le charbon des schistes.
- Par ailleurs, sur la rive gauche en remontant la rivière, il existe quelques vestiges épars (dont ceux d'un va-et-vient) de l'ancienne exploitation houillère « Nouvelle-Anzin », exploitée de 1922 à 1923.
- La petite Église de Moindou date de 1947.
- L'implantation d'optants alsaciens-lorrains dans les années 1870 a laissé quelques traces dans les lieux-dits de la commune: marais et pont Bechtel en contrebas du château Beaumont; montagne et marais Muller ; couche charbonneuse Eschenbrenner.
- Fort Teremba, avec spectacle sons et lumières, association Marguerite,
- Cimetière des Kabyles ou Cimetière des Arabes de Nessadiou,
- Cimetière militaire néo-zélandais (camps d'entraînement 1942-1945),
- Ferme aux palmiers royaux (cubains) de la Ryawa,
- Au départ de Moindou : tribus de Table Unio, Oua Oué, Kasi-Cayou.

## Activités
- Agriculture, maraîchage, pépinières, élevage, (dont crevettes, dans trois fermes aquacoles exportatrices),
- Marché, 1er dimanche du mois,
- Fête de la Baie rose, en mai,
- Fête de la Cordyline, en juillet,
- Fête du Palmier, en septembre,
- Fête du Bossu-Doré (à pêcher), en novembre, à Tanghi,
- Spectacle annuel avec 200 acteurs et figurants,
- Week-end de la chauve-souris (roussette), le 3e de septembre, à Table-Unio,
- Tourisme, pêche, chasse,
- Écotourisme, randonnées pédestres et VTT,
- Restauration, auberge historique,
- Hébergement, chambres d'hôtes, gîtes,
- Camping et accueil en tribu, randonnées guidées.

## Repères nord-sud:RT1Moindou-Bouloupari
Commune de Moindou (Mwâhruu)
- plage de la Garde (Né Ara Meuxi),
- Gîte Les Nautilus,
- Kéré,
- baie de Moindou, île Saint-Dié (Nü Yéyé),
- RM2 : Moméa,
- RM25 : Oua-Oué (Wawé), et vers Bourail,
- RM9-RM7 : Katrikoin (Table-Unio), et vers Bourail,

Petit Moindou
- Ryawa, palmiers royaux,
- RM6 : La Résidence, ancienne demeure coloniale, sentier des Gorges de Moindou, barrage,
- RM3 : Téremba, ancien fort Téremba, musée et circuit commémoratif, le Banian, baie de Téremba,
- presqu'île de Tanghi, plages, île Mara, île Corbeille (Cotogi),
- Baie de Ouarail

Commune de Farino (Udi Pwe)
- VU et RP5 : Focola, Fonwhary (Fô Wari), Farino, Tendéa, Parc des Grandes Fougères, Plaine aux Truies, le Cœur de Farino,

Commune de Sarraméa (Xûâ Chârâmèa)
- RP5 : Petit Couli (Kwyri Amure), Grand Couli (Kuriaati), col d'Amieu (Ö Chönaxwéta, 425 m); transversale RP5 : Koh, Kouaoua, Canala, Thio,
- Sarraméa (Chara Méa), La Cuve (Timi, trou Feuillet), plateau de Dogny (1 010 m), cascade, sentier botanique, vers Ema (Amé),

Commune de La Foa (Fo Xa)
- Thia, marais d'Amboa, Apikwuanthaï,
- La Foa, parc, passerelle suspendue Marguerite,
- Nily, Méaré,
- Les 4 routes, Pierrat (Pieta), auberge de Pierrat, Kouma, Ouipoin (Wi Pwê) (GR), Koindé (Xwi Déé), Réserve Botanique Spéciale du Pic Ningua, RP4 vers la côte est,

Naïna (Tôrô Méda), Naïna Parc
- vers Amboa, marais, Caillou, Presqu'île Lebris, île Lebris (Nai Nitaru),
- déchetterie, Institut Agronomique Calédonien, La Petite Ferme, Pocquereux (randonnées),
- aire de stationnement de Taïchen, La Foa Randonnées,
- Forêt Noire, gîte,
- Col du Bonhomme (Méé Xwaütobwé),
- station Popidéry, vers la baie de Chambeyron,
- aérodrome de Oua Tom, aéroclub, parachutisme,
- presqu'île de Ouano, plages, wharf, Réserve Naturelle (dont îlots : N'Digoro, Kondoyo (Kâtiö)),
  -     - sentiers mangroves : Nipwinô (3,8 km, pointe nord, surf, deck), Nidöwé (4,6 km, palétuvier, oiseaux), Méégiwé (1,6 km, pic et table d'orientation),
- vers l'intérieur : Oua Tom (Watom), Chez Georgette,

Commune de Pouloupari (Berepwari)
- Camp Brun,
- vallée de l'Oua Nonda : Ouaménie,
- vers Gilles, presqu'île de Bouraké, ruines pénitentiaires, baie de Perseval, îles : Puen, Ténia, Leprédour, Ducos, Hugon,
- vers Ouitchambo, Pic d'Outchambo,
- vers Nassirah, col de Nassirah, Réserve de faune et de flore du Mont Do, transversale vers Thio,

Bouloupari(s)
- vers base de Perseval, Port-Ouenghi, marina,
- vers Ouinané, Nétéa, Dent de Saint-Vincent (1 441 m),
- vallée de la Ouenghi, golf
- Tomo, wharf, aire de loisirs,
- vallée de la Tontouta,

Commune de Païta
- aéroport de La Tontouta